# Matthew Murray (ingeniero)
Matthew Murray (1765 - 20 de febrero de 1826) fue un fabricante inglés de máquinas de vapor, máquinas herramienta y maquinaria para la industria textil, autor de diseños innovadores. Ideó y construyó en 1812 la primera locomotora de vapor comercialmente viable, la Salamanca, novedosa por estar equipada con dos cilindros. 

## Primeros años
Poco se sabe sobre los primeros años de Matthew Murray. Nació en Newcastle upon Tyne en 1765. Dejó la escuela a los catorce años, colocándose como aprendiz para ser herrero o mecánico. En 1785, cuando concluyó su aprendizaje, se casó con Mary Thompson (1764-1836) de Whickham, Condado de Durham. Al año siguiente se mudó a Stockton y comenzó a trabajar como mecánico en la fábrica de lino de John Kendrew en Darlington, donde se había inventado la hilatura mecánica del lino.
Murray y su esposa, Mary, tuvieron tres hijas y un hijo, también llamado Matthew.

## Leeds
En 1789, debido a la falta de comercio en las fábricas de lino de Darlington, Murray y su familia se mudaron a Leeds para trabajar para John Marshall, quien se convertiría en un destacado fabricante de hilaturas de lino. John Marshall había alquilado un pequeño taller en Adel, con el fin de fabricar hilo, pero también para desarrollar una máquina de hilado de lino preexistente, con la ayuda de Matthew Murray. Después de algunas pruebas y errores, para superar el problema de las roturas en el hilo de lino durante el hilado, se realizaron mejoras suficientes para permitir a John Marshall emprender en 1791 la construcción de una nueva fábrica de hilaturas en Holbeck, con Murray a cargo de la instalación, en la que utilizó las nuevas máquinas de su propio diseño, que patentó en 1790. En 1793 obtuvo una segunda patente sobre un diseño para "Instrumentos y máquinas para hilar materiales fibrosos". Su patente incluía un motor de cardado y una máquina de hilar que introdujo la nueva técnica para el lino del "hilado en húmedo", que revolucionó el comercio del lino. Murray se ocupó del mantenimiento de la maquinaria de las fábricas de Marshall, introduciendo mejoras que complacieron a su cliente. En esta etapa, parece que Murray era el ingeniero jefe de la fábrica.

## Fenton, Murray y Wood
La industria en el área de Leeds se estaba desarrollando rápidamente y se hizo evidente que había una oportunidad para establecer una firma de ingenieros generales y constructores de fábricas. Por lo tanto, Murray se asoció en 1795 con David Wood (1761-1820) y estableció un taller en Mill Green, Holbeck. Había varias fábricas en las cercanías y la nueva empresa les suministró maquinaria. La empresa tuvo tanto éxito que en 1797 se mudó a unos locales más grandes en Water Lane, Holbeck. La firma dio entonces la bienvenida a dos nuevos socios; James Fenton (anteriormente socio de Marshall) y William Lister (un fabricante de Bramley, Leeds). La firma se hizo conocida como Fenton, Murray y Wood. Murray se convirtió en el innovador técnico y en el encargado de obtener los pedidos; Wood estaba a cargo del funcionamiento diario de los talleres; y Fenton era el contable.

## Fabricación de motores de vapor

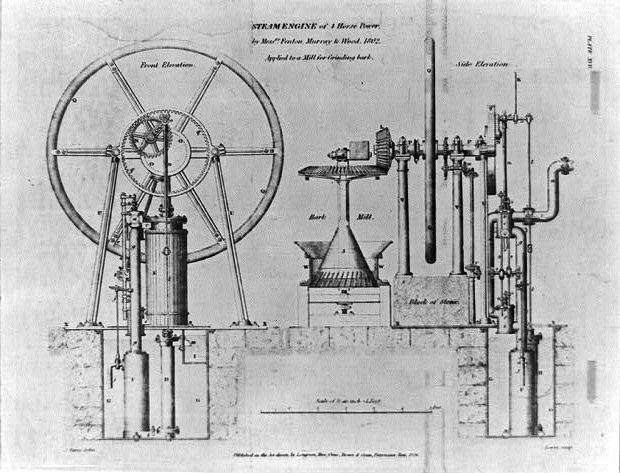
Dibujo técnico de una máquina de vapor de 4CV diseñada por Fenton, Murray & Wood, 1802. "Aplicado a un molino para moler fibras", por Joseph Wilson Lowry, después de John Farey

Aunque la empresa todavía prestaba servicios a la industria textil, Murray comenzó a considerar cómo se podría mejorar el diseño de las máquinas de vapor. Quería hacerlas más simples, más livianas y más compactas. También quería que la máquina de vapor fuera una unidad autónoma que pudiera ensamblarse fácilmente en su lugar de instalación con una precisión predeterminada. Muchos motores existentes sufrían problemas por un ensamblaje defectuoso, lo que requería mucho esfuerzo para corregirse. Una dificultad que tuvo que superar Murray fue que James Pickard ya había patentado el método de volante y manivela para convertir el movimiento lineal en movimiento circular. Murray resolvió ingeniosamente esta dificultad introduciendo un engranaje hipocicloidal, que consistía en un gran anillo fijo con dientes internos. Alrededor del interior de este anillo, una rueda de engranaje más pequeña, con la mitad del diámetro exterior, rodaría impulsada por el vástago del motor de vapor, que estaba unido al borde del engranaje. A medida que el vástago del pistón se movía hacia atrás y hacia adelante en línea recta, la rueda dentada convertía su movimiento lineal en movimiento circular. El rodamiento de la rueda dentada estaba unido a una manivela en el eje del volante. Cuando usó el equipo hipocicloidal, pudo construir motores que eran más compactos y livianos que los anteriores. Sin embargo, Murray dejó de usar este tipo de movimiento tan pronto como expiró la patente de Pickard. 
En 1799, William Murdoch, que trabajaba para la firma de Boulton y Watt, inventó un nuevo tipo de válvula de vapor, llamada válvula de corredera tipo D, que al deslizarse hacia adelante y hacia atrás admitía vapor en un lado del cilindro y luego en el otro. Matthew Murray mejoró el funcionamiento de estas válvulas al accionarlas con un engranaje excéntrico unido al eje giratorio del motor. 
Murray también patentó un amortiguador automático que controlaba el tiro del horno dependiendo de la presión de la caldera, y diseñó una tolva mecánica que alimentaba automáticamente la cámara de combustión de combustible. Murray fue el primero en adoptar la colocación del pistón en posición horizontal en las máquinas de vapor. Buscaba una calidad muy alta del trabajo de sus empleados, y el resultado fue que Fenton, Murray y Wood produjo maquinaria de muy alta precisión. Diseñó una máquina de cepillado especial para mecanizar las caras de las válvulas deslizantes. Se dice que esta máquina se mantenía en una habitación cerrada a la que solo ciertos empleados tenían acceso.
El motor hipocicloidal de Murray del museo Thinktank, de Birmingham, Inglaterra, es el tercer motor en funcionamiento más antiguo del mundo, y el más antiguo con un engranaje hipocicloidal.

## Round Foundry
Como resultado de la alta calidad de sus máquinas de vapor, sus ventas aumentaron notablemente y se hizo evidente que se requería un nuevo taller de ensamblaje de motores. El propio Murray diseñó y produjo un enorme edificio circular de tres pisos, conocido como Round Foundry (Fundición Redonda), que disponía de una máquina de vapor montada en el centro para accionar todas las máquinas del edificio. También se construyó una casa de diseño innovador junto a los talleres, ya que cada habitación se calentaba con tuberías de vapor, por lo que se conocía como Steam Hall.

## Hostilidad de Boulton y Watt
El éxito del que disfrutaba Fenton, Murray y Wood debido a la alta calidad de su trabajo suscitó la hostilidad de sus competidores, Boulton y Watt. La última empresa envió a los empleados William Murdoch y Abraham Storey a visitar a Murray, aparentemente en una visita de cortesía, pero en realidad lo que pretendía era espiar sus métodos de producción. Murray, bastante ingenuamente, les dio la bienvenida y les mostró todo. A su regreso, informaron a sus empleadores que el trabajo de fundición y forja de Murray era muy superior al suyo, y se hicieron esfuerzos para adoptar muchos de los métodos de producción de Murray. También hubo un intento por parte de la firma de Boulton y Watt de obtener información de un empleado de Fenton, Murray y Wood mediante soborno. Finalmente, James Watt júnior compró un terreno adyacente al taller de Murray, en un intento por evitar que la empresa se expandiera. 
Boulton y Watt impugnaron con éxito dos de las patentes de Murray. La patente de Murray de 1801, para bombas de aire mejoradas y otras innovaciones, y la de 1802, para un motor compacto autónomo con un nuevo tipo de válvula deslizante, fueron impugnadas y revocadas. En ambos casos, Murray había cometido el error de incluir demasiadas mejoras juntas en la misma patente. Esto significaba que si se descubría que alguna mejora había infringido un derecho de autor, toda la patente quedaba invalidada. 
A pesar de las maniobras de Boulton y Watt, la firma de Fenton, Murray y Wood se convirtió en un serio rival, obteniendo muchos pedidos.

## Ferrocarril de Middleton

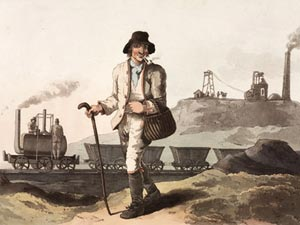
El Carbonero, aguatinta de Robert Havell a partir de un dibujo de George Walker, publicado en 1814 en Costumes of Yorkshire, donde se muestra la locomotora de rueda dentada diseñada por John Blenkinsop, la Salamanca, en el Ferrocarril de Middleton. Se considera la imagen conocida más antigua de un tren de vapor.

En 1812, la empresa suministró a John Blenkinsop, gerente de la mina de carbón Middleton de Brandling, cerca de Leeds, la primera locomotora de vapor de dos cilindros (la Salamanca). Esta fue la primera locomotora de vapor comercialmente exitosa. 
El doble cilindro fue un invento de Murray, que le pagó un canon a Richard Trevithick por el uso de su sistema patentado de vapor a alta presión, sistema que mejoró usando dos cilindros en lugar de uno para obtener un funcionamiento más suave. 
Debido a que solo una locomotora liviana podía funcionar en rieles de fundición de hierro sin romperlos, la carga total que eran capaces de transportar era muy limitada. En 1811, John Blenkinsop patentó una rueda dentada y un sistema de riel de cremallera. La rueda dentada era impulsada por bielas y engranada con un riel dentado a un lado de la vía. Este fue el primer tren cremallera, y tenía un ancho de 4 pies y 1½ pulgadas. 
Una vez que se ideó un sistema para hacer rieles de hierro maleable alrededor de 1819, el sistema de piñón y cremallera se hizo innecesario, aparte de su uso posterior en los ferrocarriles de montaña. Sin embargo, hasta ese momento, hizo posible que una locomotora pequeña y liviana transportara cargas por un total de al menos 20 veces su propio peso. La Salamanca tuvo tanto éxito, que Murray fabricó tres unidades más. Una de ellas era conocida como Lord Wellington, y se dice que las otras dos se llamaron Príncipe Regente y Marqués Wellington, aunque no se conoce ninguna mención contemporánea de estos dos nombres. La tercera locomotora destinada a Middleton fue enviada, a pedido de Blenkinsop, a la vía de la mina de carbón de Kenton y Coxlodge, cerca de Newcastle upon Tyne, donde parece haber sido conocida como Willington. Allí fue vista por George Stephenson, quien modeló su propia locomotora, la Blücher, pero sin incluir el sistema de cremallera, siendo por lo tanto mucho menos eficaz.
Después de que dos de las locomotoras explotaran, matando a sus maquinistas, y de que las dos restantes fuesen cada vez menos fiables tras al menos 20 años de duro trabajo, la mina de Middleton finalmente volvió a utilizar caballos de tiro en 1835. Se rumorea que una locomotora restante se conservó durante algunos años en la mina, pero finalmente se debió desguazar.

## Motores marinos
En 1811, la empresa fabricó una máquina de vapor de alta presión con sistema Trevithick para John Wright, un cuáquero de Great Yarmouth, Norfolk. El motor se instaló en el buque l'Actif, un barco corsario capturado que había sido comprado al gobierno. Se le instalaron ruedas de paletas, accionadas por el nuevo motor. El barco pasó a llamarse Experiment y el motor tuvo mucho éxito, siendo finalmente transferido a otro barco, el The Courier. 
En 1816 Francis B. Ogden, el Cónsul de los Estados Unidos en Liverpool, recibió dos grandes motores de vapor marinos de dos cilindros de la firma Murray. Ogden luego patentó el diseño como suyo en Estados Unidos. Fue ampliamente copiado allí, siendo utilizado para propulsar los vapores de paletas del Misisipi.

## Innovaciones textiles
Murray realizó importantes mejoras en la maquinaria para desenredar las fibras e hilar el lino. La máquina de Murray le valió la medalla de oro de la Royal Society of Arts en 1809. En el momento en que se pudo disponer de estos inventos, el comercio de lino estaba a punto de desaparecer, dada la escasa rentabilidad de producir hilo para los hiladores. El efecto de sus inventos fue reducir el costo de producción y mejorar la calidad de la fabricación, estableciendo así el comercio de lino británico sobre una base sólida. La producción de maquinaria de lino se convirtió en una rama importante de la fabricación en Leeds, produciéndose grandes cantidades para su uso en el hogar y para la exportación, dando empleo a un número cada vez mayor de mecánicos altamente cualificados.

## Prensas hidráulicas
En 1814 Murray patentó una prensa hidráulica para tela de embalaje, en la que las planchas superior e inferior se acercaban entre sí simultáneamente. Mejoró las prensas hidráulicas inventadas por Joseph Bramah, y en 1825 diseñó una gran prensa para ensayar cables y cadenas. Su prensa, construida para la Junta de la Armada, tenía 34 pies de largo y podría ejercer una fuerza de 1000 toneladas. La prensa se completó justo antes de la muerte de Murray.

## Muerte

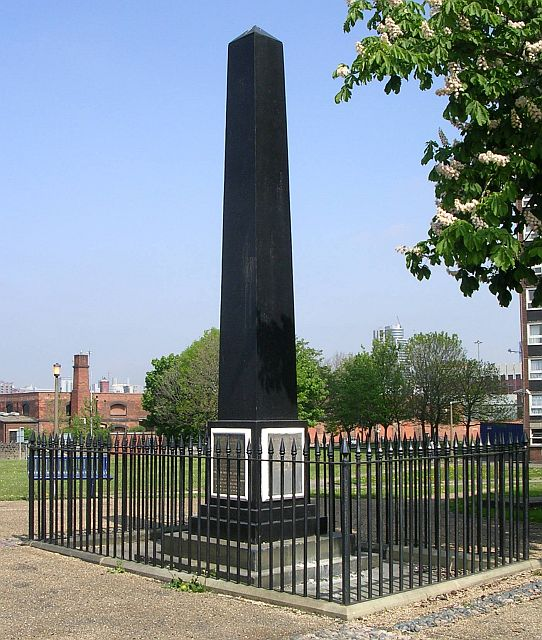
Monumento a Matthew Murray en Holbeck

Matthew Murray murió el 20 de febrero de 1826, a la edad de sesenta años. Fue enterrado en el cementerio de San Mateo de Holbeck. Su tumba fue coronada por un obelisco de hierro fundido fabricado en la Fundición Redonda. Su firma sobrevivió hasta 1843. Varios ingenieros destacados se formaron allí, incluidos Benjamin Hick, Charles Todd, David Joy y Richard Peacock. 
Testimonio del buen diseño y mano de obra que se utilizó en sus máquinas de vapor, es que varios de sus grandes motores funcionaron durante más de ochenta años, y uno de ellos, instalado de segunda mano en los trabajos de reparación de locomotoras en King's Cross, trabajó durante más de un siglo. 
El único hijo de Murray, Matthew (c.1793–1835) fue aprendiz en la Fundición Redonda y se instaló en Rusia, fundando un negocio de ingeniería en Moscú, donde murió a los 42 años de edad.